# Alfred Riedl
Alfred Riedl (Viena, 2 de novembro de 1949 – Viena, 7 de setembro de 2020) foi um futebolista e treinador de futebol austríaco que atuava como atacante.

## Carreira como jogador
Em clubes, Riedl iniciou a carreira em 1967, no Austria Wien, onde atuou em 98 jogos e fez 58 gols. Ele ainda teve passagem destacada pelo futebol da Bélgica, vestindo as camisas de Sint-Truiden, FC Antwerp e Standard de Liège, clube pelo qual teve mais destaque - 106 partidas e 53 gols entre 1976 e 1980, quando mudou-se para a França. No Metz, disputou 19 jogos e fez 6 gols antes de voltar para seu país natal, jogando por Grazer AK e Wiener SC. Aposentou-se em 1985, aos 35 anos, sem entrar em campo pelo VfB Mödling, optando em exercer apenas o cargo de auxiliar-técnico (entre 1983 e 1984, acumulou as 2 funções no Wiener SC).
Pela  Seleção Austríaca, Riedl atuou apenas 4 vezes entre 1975 e 1978, sem balançar as redes. Ele também jogou pelas seleções de base do país.

## Carreira de técnico
Virou treinador em 1989, quando substituiu Helmut Herbert no WSC. Na temporada seguinte, deixou o clube para assumir a Seleção Austríaca, herdando a vaga deixada por Josef Hickersberger, com quem atuara no Austria Wien. Foram apenas 8 jogos até 1991, quando assinou com o Favoritner AC.
Comandou também o Olympique de Khouribga (Marrocos), o Zamalek (Egito) e a seleção de Liechtenstein antes de iniciar um período de 18 anos em equipes do Oriente Médio e do Sudeste Asiático -exceção feita à temporada 2012–2013, quando foi coordenador de base no Visé (Bélgica). O trabalho de maior destaque de Riedl em seleções foi no Vietnã, treinando a seleção nacional em 3 passagens e 2 clubes da primeira divisão, o Khatoco Khánh Hoà (2001) e o Hải Phòng (2008 a 2009), além da Seleção Indonésia (também 3 passagens) e uma equipe local, o PSM Makassar (2015).
Ele ainda passou pelo Al-Salmiya (Kuwait) e as seleções da Palestina e do Laos, onde também chegou a ser diretor técnico entre 2009 e 2010.

## Morte
Riedl faleceu em 7 de setembro de 2020, aos 70 anos, vitimado por um câncer.

## Títulos e campanhas de destaque

### Como jogador
Austria Wien
- Campeonato Austríaco: 2 (1968–69 e 1969–70)
- Copa da Áustria: 1 (1970–71)

Grazer AK
- Copa da Áustria: 1 (1980–81)

### Como treinador
Seleção Vietnamita
- Copa AFF Suzuki: vice-campeão (1998)
- Jogos do Sudeste Asiático: vice-campeão (1999)
- King's Cup: vice-campeão (2006)

Seleção Indonésia
- Copa AFF Suzuki: vice-campeão (2010 e 2016)

### Individuais
- Artilheiro do Campeonato Austríaco em 1971–72[4]
- Artilheiro do Campeonato Belga em 1972–73 e 1974–75